# Megacrania
Genre
Megacrania est un genre de phasmes de la famille des Phasmatidae.

## Liste des espèces
- Megacrania alpheus (Westwood, 1859)
- Megacrania artus Hsiung, 2003
- Megacrania batesii Kirby, 1896
- Megacrania brocki Hsiung, 2002
- Megacrania nigrosulfurea Redtenbacher, 1908
- Megacrania obscurus Hsiung, 2007
- Megacrania phelaus (Westwood, 1859)
- Megacrania rentzi Hsiung, 2002
- Megacrania speiseri Carl, 1915
- Megacrania spina Hsiung, 2007
- Megacrania tsudai Shiraki, 1933
- Megacrania vickeri Hsiung, 2003
- Megacrania wegneri Willemse, 1955

L'espèce Megacrania batesii (" Peppermint Stick Insect " en anglais) se trouve au Queensland en Australie et dans les îles du Pacifique environnantes (Nouvelle-Guinée, îles Salomon, île Ambon, Nouvelles-Hébrides, Philippines, etc.) 
Elle se nourrit exclusivement de feuilles de Pandanus tectorius.